# 鄧遵
邓遵（1世纪—121年），南阳郡新野县（今河南省新野县）人。东汉人物，邓禹之孙，和熹皇后邓绥、邓骘的从兄弟。
鄧遵封舞阳侯。元初三年（116年）五月，度辽将军邓遵率南匈奴单于及左鹿蠡王须沈兵共万骑，攻打羌零昌在灵州（今宁夏灵武北），斩杀八百余人，大败零昌军，得鎧弩刀矛戟楯匕首二三千枚。鄧遵破羌，东汉封须沈为破虏侯。汉安帝賜鄧遵金剛鮮卑緄帶一具，虎頭鞶囊一，金錯刀五十，辟把刀、墨再屈環橫刀、金錯屈尺八佩刀各一，金蚩尤辟兵鉤一。鄧遵破匈奴，得釜鑊二三千枚、劍匕首二三千枚，赐南匈奴金帛各有差。元初五年（118年）秋，代郡鲜卑万余骑穿塞入侵，攻城邑，烧官府，杀官员。冬，鲜卑入上谷（今河北怀来），攻居庸关，东汉仅发兵二万屯列要冲防备。元初六年（119年）七月，鲜卑入侵马城塞（今河北怀安一带）杀官员。度辽将军邓遵率积射士三千人，使匈奴中郎将马续率南匈奴单于，会合辽西、右北平兵马出塞反击，大破鲜卑，获得大批人口及牛羊财物。永宁元年（120年）辽西鲜卑大人乌伦、其至鞬降邓遵。建光元年（121年），太后邓绥崩，安帝乳母王圣、宦官李闰等诬其谋逆，邓骘、鄧遵自杀。邓禹曾孙邓香之女邓猛女为汉桓帝皇后，汉桓帝绍封度辽将军邓遵子邓万世为南乡侯，拜河南尹。邓后被废，邓万世下狱而死。